# Liste der Monuments historiques in Civrac-sur-Dordogne
Die Liste der Monuments historiques in Civrac-sur-Dordogne führt die Monuments historiques in der französischen Gemeinde Civrac-sur-Dordogne auf.

## Liste der Bauwerke
| Bezeichnung      | Beschreibung                                      | Standort | Kennzeichnung | Schutzstatus | Datum | Bild |
| ---------------- | ------------------------------------------------- | -------- | ------------- | ------------ | ----- | ---- |
| Kirche St-Michel | Erbaut in der zweiten Hälfte des 19. Jahrhunderts | (Lage)   | PA33000058    | Inscrit      | 2002  |      |